# 学艺员
学艺员（日语：がくげいいん）是日本的一种国家级从业资格，由文部科学省认定。根据日本博物馆法规定，在博物馆（包括美术馆、天文台、科学馆、动物园、水族馆、植物园等）从事专门职位的工作需要持有学艺员资格。从事此类工作的人亦被称为学艺员。一般来说学艺员等同欧美国家策展人（curator）之概念。